# Парада-де-Бору
Парада-де-Бору (порт. Parada de Bouro)  —  район (фрегезия) в Португалии,  входит в округ Брага. Является составной частью муниципалитета  Виейра-ду-Минью. Находится в составе крупной городской агломерации Большое Минью. По старому административному делению входил в провинцию Минью. Входит в экономико-статистический  субрегион Аве, который входит в Северный регион. Население составляет 529 человек на 2001 год. Занимает площадь 7,95 км².
Покровителем района считается Святой Юлиан (порт. São Julião). 